# Samsung Galaxy J4
Il Samsung Galaxy J4 è uno smartphone Android dual SIM di fascia media prodotto da Samsung, facente parte della serie Galaxy J.

## Caratteristiche tecniche

### Hardware
Il Galaxy J4 è uno smartphone con form factor di tipo slate, misura 151,7 × 77,2 × 8,1 millimetri e pesa 175 grammi.
Il dispositivo è dotato di connettività GSM, HSPA, LTE, di Wi-Fi 802.11 b/g/n con supporto a Wi-Fi Direct e hotspot, di Bluetooth 4.2 con A2DP ed LE, di A-GPS, GLONASS, BDS e di radio FM. Ha una porta microUSB 2.0 ed un ingresso per jack audio da 3,5 mm.
Il Galaxy J4 è dotato di schermo touchscreen capacitivo da 5,5 pollici di diagonale, di tipo S-AMOLED con aspect ratio 16:9 e risoluzione HD 720 × 1280 pixel (densità di 267 pixel per pollice). La scocca è in plastica. La batteria agli ioni di litio da 3000 mAh è removibile dall'utente.
Il chipset è un Exynos 7570 Quad, con CPU quad-core formata da 4 Cortex-A53 a 1.4 GHz e GPU Mali-T720 MP2. La memoria interna, di tipo eMMC 5.0, è da 16/32 GB, mentre la RAM è di 2/3 GB (in base alla versione).
La fotocamera posteriore ha un sensore da 13 megapixel, dotato di autofocus, HDR e flash LED, in grado di registrare al massimo video Full HD a 30 fotogrammi al secondo, mentre la fotocamera anteriore è da 5 megapixel ed ha il flash LED.

### Software
Il sistema operativo è Android, in versione 8.0 Oreo, aggiornabile ufficialmente a 9 Pie con One UI 1.0 e dall'estate del 2020 (in alcune nazioni più tardi) anche ad Android 10 con One UI 2.0.
Con Android Oreo presenta l'interfaccia utente Samsung Experience 9.0, che, con l'aggiornamento a Pie o versione successiva, diventa One UI.

## Varianti

### Galaxy J4+
Il Samsung Galaxy J4+ differisce dal J4 principalmente per la presenza di uno schermo più ampio (6"), di un chipset differente (Qualcomm Snapdragon 425) e di una batteria maggiorata (3300 mAh).
Nato con Android 8.1 Oreo, a differenza del Galaxy J4 standard è stato aggiornato ad Android 10 con One UI 2.0 solo in Corea del Sud, mentre tutti gli altri modelli solo fino ad Android 9 Pie con One UI 1.0, essendo così uno dei pochi dispositivi rilasciati da Samsung nel corso del 2018 a ricevere un solo grande aggiornamento del sistema operativo (la quasi totalità dei dispositivi dell'azienda riceve almeno 2 aggiornamenti importanti del sistema operativo).

### Galaxy J4 Core
Il Samsung Galaxy J4 Core differisce dal J4+ principalmente per la presenza di un solo GB di RAM, di 16 GB di memoria interna, di una fotocamera posteriore da 8 megapixel e di Android in versione Go.